# فرودگاه پیچوی
 فرودگاه پیچوی (به انگلیسی: Pichoy Airport) (به زبان بومی: Aeródromo Pichoy) یک فرودگاه همگانی با کد یاتا ZAL است که یک باند فرود آسفالت دارد و طول باند آن ۲۱۰۰ متر است. این فرودگاه در کشور شیلی قرار دارد و در ارتفاع ۱۸ متری از سطح دریا واقع شده است.

## شرکت‌های هواپیمایی و مقصدهای پروازی
| شرکت‌های هواپیمایی | مقصدهای پروازی                                           |
| ----------------- | -------------------------------------------------------- |
| لان ایرلاینز      | کانال بایو کارلوس هوت سیبرت، کومودورو ارتورو مرینو بنیتز |
| اسکای ایرلاین     | کومودورو ارتورو مرینو بنیتز                              |